# Indywidualne Mistrzostwa Europy na Żużlu 2008
Indywidualne Mistrzostwa Europy na Żużlu 2008 – cykl zawodów żużlowych, mających wyłonić najlepszych zawodników indywidualnych mistrzostw Europy w sezonie 2008. W finale zwyciężył Słoweniec Matej Žagar.

## Finał
- Lendava, 24 sierpnia 2008

| Msc. | Zawodnik          | Kraj     | Pkt       |             |  |
| ---- | ----------------- | -------- | --------- | ----------- |  |
| 1    | Matej Žagar       | Słowenia | 14        | (3,3,3,2,3) |  |
| 2    | Sebastian Ułamek  | Polska   | 10 +3+3   | (3,1,3,0,3) |  |
| 3    | Mads Korneliussen | Dania    | 10 +2+2+2 | (1,2,2,3,2) |  |
| 4    | Matěj Kůs         | Czechy   | 10 +1+3+u | (2,3,0,3,2) |  |
| 5    | Denis Gizatullin  | Rosja    | 10 +3+w   | (2,2,2,1,3) |  |
| 6    | Josef Franc       | Czechy   | 10 +d+1   | (3,2,1,3,1) |  |
| 7    | Aleš Dryml        | Czechy   | 10 +d+d   | (3,3,3,1,0) |  |
| 8    | Daniił Iwanow     | Rosja    | 9         | (1,1,1,3,3) |  |
| 9    | Mikael Max        | Szwecja  | 9         | (2,1,3,2,1) |  |
| 10   | Martin Smolinski  | Niemcy   | 7         | (1,3,0,1,2) |  |
| 11   | Adrian Miedziński | Polska   | 6         | (d,t,2,2,2) |  |
| 12   | Ulrich Østergaard | Dania    | 6         | (2,0,2,1,1) |  |
| 13   | Siergiej Darkin   | Rosja    | 5         | (0,2,1,2,0) |  |
| 14   | Filip Šitera      | Czechy   | 2         | (1,0,1,0,0) |  |
| 15   | Sándor Tihanyi    | Węgry    | 2         | (0,1,0,0,1) |  |
| 16   | Mattia Carpanese  | Włochy   | 0         | (0,0,0,0,0) |  |

Bieg po biegu:
1. Žagar, Gizatullin, Korneliussen, Darkin
2. Ułamek, Max, Iwanow, Tihanyi
3. Franc, Østergaard, Smolinski, Miedziński (d)
4. Dryml, Kůs, Šitera, Carpanese
5. Dryml, Gizatullin, Ułamek, Østergaard
6. Smolinski, Darkin, Max, Šitera
7. Žagar, Franc, Iwanow, Carpanese
8. Kůs, Korneliussen, Tihanyi, Miedziński (t)
9. Max, Gizatullin, Franc, Kůs
10. Ułamek, Miedziński, Darkin, Carpanese
11. Žagar, Østergaard, Šitera, Tihanyi
12. Dryml, Korneliussen, Iwanow, Smolinski
13. Iwanow, Miedziński, Gizatullin, Šitera
14. Franc, Darkin, Dryml, Tihanyi
15. Kůs, Žagar, Smolinski, Ułamek
16. Korneliussen, Max, Østergaard, Carpanese
17. Gizatullin, Smolinski, Tihanyi, Carpanese
18. Iwanow, Kůs, Østergaard, Darkin
19. Žagar, Miedziński, Max, Dryml
20. Ułamek, Korneliussen, Franc, Šitera
21. 1. bieg dodatkowy: Gizatullin, Dryml (d), Franc (d)
22. 2. bieg dodatkowy: Ułamek, Korneliussen, Kůs
23. 3. bieg dodatkowy: Kůs, Korneliussen, Franc, Dryml (d)
24. Bieg o srebrny medal: Ułamek, Korneliussen, Kůs (u), Gizatullin (w)